# Isaac Totorika Izaguirre

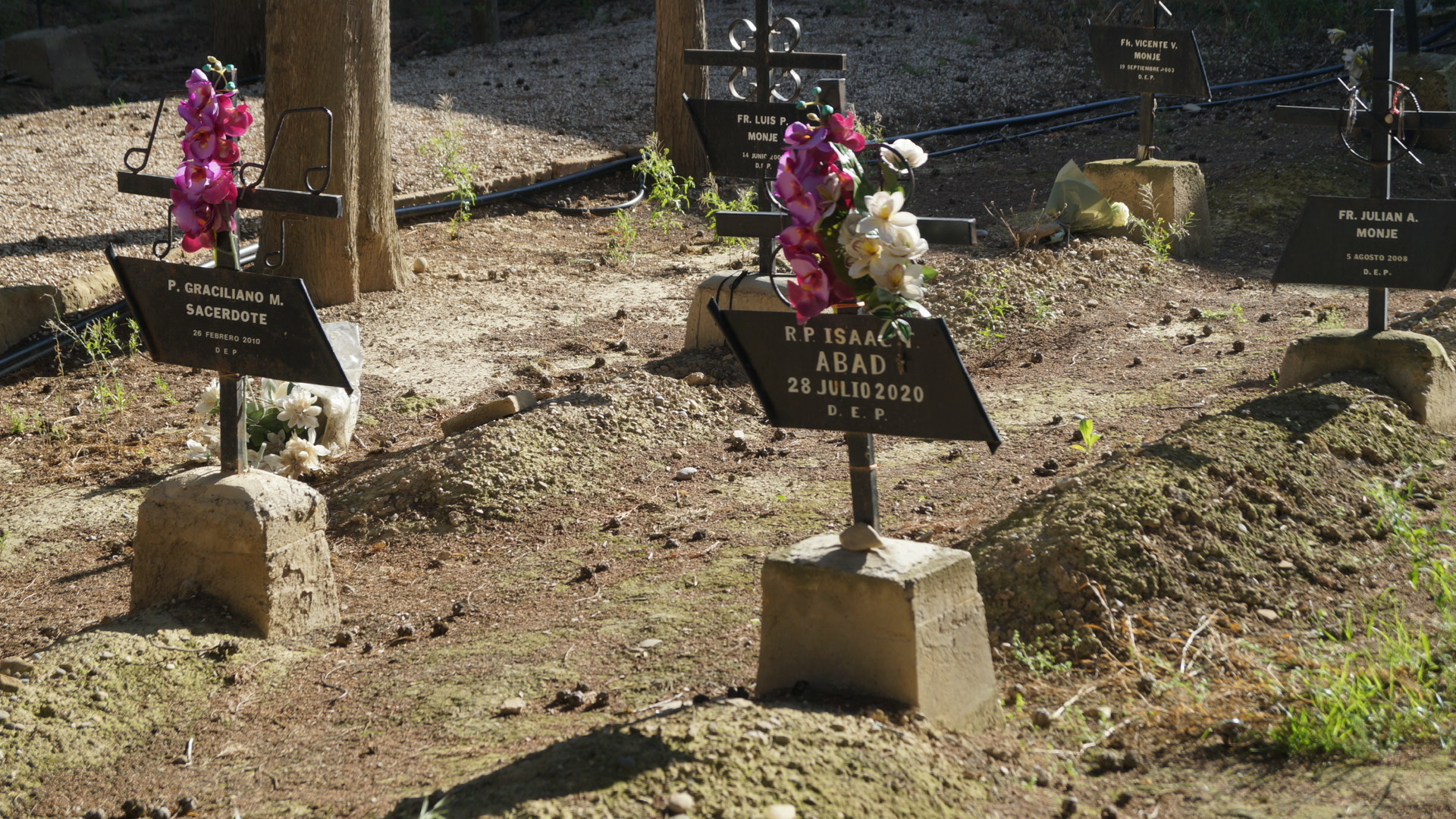
Sepultura de abad P. Isaac en el Monasterio de la Oliva

Isaac Totorika Izaguirre  (Ermua, 3 de junio de 1961 - Pamplona, 28 de julio de 2020) fue abad del Monasterio de la Oliva entre los años 2009 a 2020.

## Biografía
Nacido en Ermua en 1961, hijo de una familia trabajadora, su padre era carpintero y su madre tenía una pequeña tintorería. Eran siete hermanos.  Uno de ellos, Carlos Totorika, fue alcalde de Ermua entre los años 1991 a 2018.
Isaac Ingresó en el Monasterio de la Oliva en marzo de 1993. El 15 de agosto de 1995 realizó la profesión simple y el 31 de junio de 1998 la profesión solemne. Se ordenó sacerdote en diciembre de 2007. Fue elegido prior del Monasterio de Zenarruza el 8 de enero de 2009, donde estuvo hasta el fin de ese año.
El 15 de diciembre de 2009 fue elegido abad del Monasterio de la Oliva, hasta su fallecimiento en Pamplona el 28 de julio de 2020. Según la relación de Abades del Monasterio de la Oliva, ha sido el abad 95º.
El 25 de marzo de 2001 estuvo en Argelia, en la refundación de Tibhirine. En marzo de 2013 escribe en la Revista Ríos sobre los mártires de Tibhirine, monjes cistercienses sobre los que se basa la historia de la película De dioses y hombres.